# Скоп, Джонатан
Джонатан Руфино Жезус Скоп (нидерл. Jonathan Rufino Jezus Schoop, 16 октября 1991, Виллемстад) — нидерландский бейсболист , игрок второй базы клуба Главной лиги бейсбола в составе «Детройт Тайгерс». Участник Матча всех звёзд лиги 2017 года. В составе сборной Нидерландов принимал участие в играх Мировой бейсбольной классики 2013 и 2017 годов.

## Карьера
В 2003—2004 годах выступал за сборную Кюрасао в Мировой серии детской бейсбольной лиги. В 2008 году в статусе свободного агента подписал контракт с «Ориолс». В 2011 году вместе с Мэнни Мачадо представлял клуб на Матче всех звёзд будущего. В том же сезоне получил Приз Брукса Робинсона, вручаемый лучшему игроку года в системе «Ориолс» в младших лигах. Выступал за сборную Нидерландов на чемпионате Европы 2012 года, Мировой бейсбольной классике 2013 и 2017 годов.

### Главная лига бейсбола
Третьего сентября 2013 года был переведён из команды лиги ААА «Норфолк Тайдс» в основной состав «Ориолс». Впервые вышел на поле в матче МЛБ 25 сентября 2013 года в игре против Торонто Блю Джейс. В первом выходе на биту выбил сингл. В той же игре выбил хоум-ран, а всего в дебютном матче набрал три очка.
Девятого апреля 2014 года выбил трёхочковый хоум-ран против Масахиро Танаки, принеся «Ориолс» победу над «Нью-Йорк Янкис» со счётом 5:4. Всего за сезон провёл 137 матчей. Одиннадцатого апреля 2015 года выбил первый в карьере гранд-слэм-хоум-ран в игре против «Блю Джейс». В чемпионате 2015 года сыграл в 86-и матчах с показателем успешной игры в защите 98,2 %. Двадцать второго августа 2016 года впервые в карьере достиг отметки в 20 хоум-ранов за сезон. Всего в регулярном чемпионате сделал 25 хоум-ранов, 38 даблов и 82 RBI. В 2017 году впервые был приглашён на Матч всех звёзд. В пятом иннинге матча сделал дабл, открыв счёт.
В первой части сезона 2018 года Скоп пропустил часть игр из-за растяжения, а в сыгранных матчах отбивал с показателем 24,4 %, выбив 17 хоум-ранов и набрав 40 RBI. В конце июля «Ориолс» обменяли его в «Милуоки Брюэрс» на Хонатана Вильяра и двух игроков фарм-системы. Суммарно в составе двух клубов он сыграл 131 матч. После окончания сезона Скоп получил статус свободного агента. Седьмого декабря он подписал однолетний контракт на 7,5 млн долларов с «Миннесотой». В регулярном чемпионате 2019 года он провёл 121 игру, отбивая с эффективностью 25,6 %, выбив 23 хоум-рана и набрав 59 RBI. После завершения сезона Скоп заключил годичный контракт на 6,1 млн долларов с клубом «Детройт Тайгерс». В сокращённом из-за пандемии COVID-19 сезоне 2020 года он сыграл в 44 матчах с показателем отбивания 27,8 %. В феврале 2021 года Скоп подписал с «Тайгерс» новый контракт на год, сумма сделки составила 4,5 млн долларов.